# 航圖

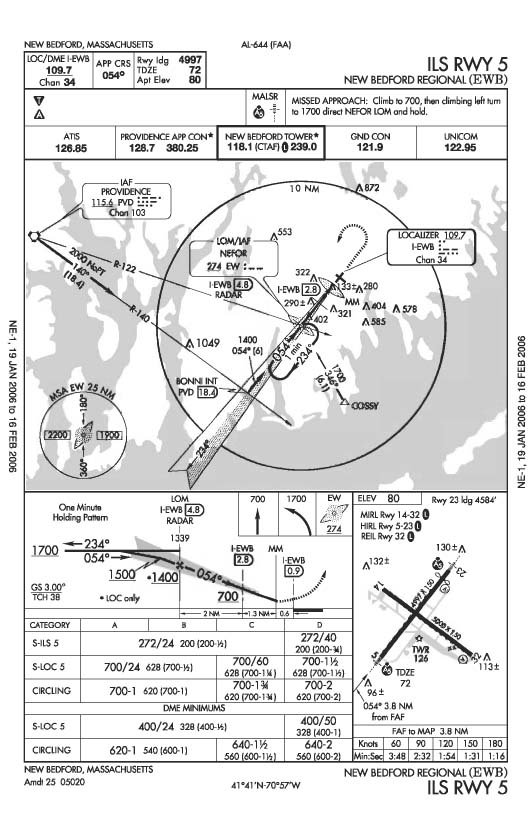
航圖範例（美国马萨诸塞州新贝德福德市新贝德福德地区机场使用ILS的5跑道进场航图）

航圖（英語：Aeronautical chart），是一種用於輔助飛機導航的地圖，跟船舶的海圖、汽車駕駛者的地圖原理相似。透過使用這些航圖，機師能夠判斷自己駕駛的飛機所在方位、安全飛行高度、飛行最佳路徑、沿途導航設備，以及飛機失事時最佳迫降機場/場地；航圖還提供其他例如：無線電頻率、空界。
航圖通常分為跨海洋航行的長途航圖和顯示所有陸塊的航圖。而詳細的航圖適用於不同階段的飛行，可能是某機場設施概覽文書中覆蓋整個大陸的不同的路線圖（例如，全球性導航圖）。

## 目視飛行用航圖
在「目視飛行規則」下，機師需要避免一切的危險（包括：障礙物、其他飛機、惡劣天氣等）。

## 航圖來源
航圖通常是透過網絡（Skyvector （页面存档备份，存于））、飛行裝備目錄、固定運營基地的服務者Fixed base operators中獲得。也可以從各地民用航空管理局獲得，例如
- 聯邦航空局（FAA） （页面存档备份，存于）
- 香港民航處 （页面存档备份，存于）
- 澳門民航局 （页面存档备份，存于）
- 新加坡CAAS （页面存档备份，存于）
- 中華民國民航局AIP （页面存档备份，存于）